# Hexatoma albihirta
Hexatoma albihirta är en tvåvingeart som först beskrevs av Alexander 1912.  Hexatoma albihirta ingår i släktet Hexatoma och familjen småharkrankar. Inga underarter finns listade i Catalogue of Life.